# Juventas
Juventas (latin för ungdom) är i romersk mytologi ungdomens gudinna. Hennes make var Hercules. 